# Disziplinarbefugnis (Bundeswehr)
Disziplinarbefugnis ist in der Bundeswehr die Befugnis, Disziplinarmaßnahmen zu verhängen und die sonst den Disziplinarvorgesetzten obliegenden Entscheidungen und Maßnahmen zu treffen (§ 27 Abs. 1 S. 1 WDO).
Disziplinarbefugnis haben Offiziere, denen sie nach der Wehrdisziplinarordnung zusteht, und deren truppendienstliche Vorgesetzte sowie die Vorgesetzten in vergleichbaren Dienststellungen, denen sie durch den Bundesminister der Verteidigung zur Erfüllung besonderer Aufgaben verliehen wird (§ 27 Abs. 1 S. 1 WDO). „Oberster Disziplinarvorgesetzter“ ist der Bundesminister der Verteidigung (§ 27 Abs. 1 S. 2 WDO).
Die Disziplinarbefugnis ist an die Dienststellung gebunden. Sie kann nicht übertragen werden. Sie geht von selbst auf den Stellvertreter im Kommando über. Hat der Inhaber der Dienststelle oder der Stellvertreter im Kommando keinen Offiziersrang, geht sie auf den nächsthöheren Disziplinarvorgesetzten über (§ 27 Abs. 2 WDO).
Verstöße der Sanitätsoffiziere gegen ihre ärztlichen Pflichten werden durch vorgesetzte Sanitätsoffiziere (Fachvorgesetzte) geahndet. Dies gilt auch dann, wenn mit dem Verstoß gegen ärztliche Pflichten ein Verstoß gegen sonstige Pflichten zusammentrifft (§ 27 Abs. 3 WDO).
Jeder Disziplinarvorgesetzte kann Soldaten, die seiner Disziplinarbefugnis unterstehen, wegen eines Dienstvergehens vorläufig festnehmen, wenn es die Aufrechterhaltung der Disziplin gebietet (§ 21 Abs. 1 WDO).

## Disziplinarbefugnis aufgrund der Dienststellung
Die Disziplinarbefugnis richtet sich zunächst nach der Dienststellung (§ 28 WDO):
- Stufe 1: Kompaniechef oder ein Offizier in entsprechender Dienststellung:
  - Befugnis gegen Unteroffiziere und Mannschaften: Verweis, strenger Verweis, Disziplinarbuße, Ausgangsbeschränkung, Disziplinararrest bis zu sieben Tagen,
  - Befugnis gegen Offiziere: Verweis
- Stufe 2: Bataillonskommandeur oder ein Offizier in entsprechender Dienststellung
  - Befugnis gegen Unteroffiziere und Mannschaften: alle einfachen Disziplinarmaßnahmen
  - Befugnis gegen Offiziere: alle einfachen Disziplinarmaßnahmen (ausgenommen Disziplinararrest)
- Stufe 3: Offiziere vom Regimentskommandeur an aufwärts und die Offiziere in entsprechenden Dienststellungen und der Bundesminister der Verteidigung: alle einfachen Disziplinarmaßnahmen gegenüber allen unterstellten Soldaten

Außerdem haben die Vorgesetzten in jeweils entsprechenden Dienststellungen die zugehörige Disziplinarbefugnis. Wer sich in entsprechender Dienststellung befindet, wird vom Bundesminister festgestellt.
Ein Disziplinarvorgesetzter hat die Disziplinarbefugnis der nächsthöheren Stufe, wenn der sonst zuständige Disziplinarvorgesetzte nicht erreichbar und sofortiges Einschreiten zur Aufrechterhaltung der militärischen Disziplin erforderlich ist. Umgekehrt kann der nächsthöhere Disziplinarvorgesetzte bei denselben Voraussetzungen Maßnahmen des niedrigeren Vorgesetzten treffen.
Zuständig für die Ahndung eines Dienstvergehens ist grundsätzlich der nächste Disziplinarvorgesetzte; das ist der unterste Vorgesetzte mit Disziplinarbefugnis, dem der Soldat unmittelbar unterstellt ist. Der nächsthöhere Disziplinarvorgesetzte ist zuständig, wenn der nächste Disziplinarvorgesetzte selbst an der Tat beteiligt ist, bei einer vorübergehenden Unterstellung die Tat von einem Dienstgradgleichen oder Dienstgradhöheren begangen wurde oder die Vertrauensperson die Tat begangen hat. Der nächsthöhere Disziplinarvorgesetzte ist außerdem zuständig, wenn der Zuständige meldet, dass seine Disziplinarbefugnis nicht ausreicht, er persönlich durch die Tat verletzt ist oder er sich für befangen hält.

## Disziplinarbefugnisse in Fällen, in denen sofortiges Einschreiten erforderlich ist
Das Recht auf die Disziplinarbefugnis in Fällen, in denen sofortiges Einschreiten zur Aufrechterhaltung der militärischen Ordnung notwendig ist, haben der örtliche Befehlshaber, der Führer von besonders zusammengestellten Abteilungen und Offiziere in ähnlichen Dienststellungen, wenn sie aufgrund ihrer Dienststellung keine höhere eigene Disziplinarbefugnis haben. Das Ausmaß ihrer Befugnis richtet sich dabei nach dem Dienstgrad; bei Stellvertretern ist der Dienstgrad des Stellvertreters maßgebend:
- Leutnant, Oberleutnant, Hauptmann oder Stabshauptmann bzw. Offiziere mit entsprechenden Dienstgrad wie ein Kompaniechef
- Major oder Oberstleutnant bzw. Offiziere mit entsprechenden Dienstgrad wie ein Bataillonskommandeur
- Oberst oder höhere Dienstgrade bzw. Offiziere mit entsprechenden Dienstgrad haben Disziplinarbefugnis der höchsten Stufe

Chefärzte eines Bundeswehrkrankenhauses können die Disziplinarbefugnis ausüben, wenn ein Einschreiten sofort notwendig ist.